# Rifujin na Magonote
Rifujin na Magonote (理不尽な孫の手?, Rifujin na Magonote; Prefettura di Gifu, 3 aprile 1985) è un romanziere giapponese.
È conosciuto principalmente per essere l'autore di Mushoku Tensei.

## Carriera
L'interesse dell'autore per la narrativa iniziò quando vide il film d'animazione del 1995 I sospiri del mio cuore mentre andava ancora alle elementari. Dopo essere entrato alla scuola media, si unì al club sui computer, dove iniziò a scrivere romanzi utilizzando un editor di testo e a creare storie illustrate utilizzando PowerPoint. Dopo essersi laureato nel 2007 iniziò a mandare i suoi lavori agli editori, ma dopo non aver ottenuto risultati, pensò di smettere. Alcuni anni dopo, mentre stava leggendo Re:Monster di Kanekiru Kogitsune, venne a conoscenza del sito web Shōsetsuka ni narō. Dopo aver letto alcune web novel sul sito, pensando che non sarebbe stato preso in giro per i suoi scritti, iniziò a pubblicarli lì.
Dal 2012 al 2015, iniziò a pubblicare sul sito la serie Mushoku Tensei, che è rimasta l'opera numero uno in classifica sul sito da ottobre 2013 a febbraio 2019. I volumi dell'opera sono stati pubblicati sotto l'etichetta MF Books di Media Factory a partire da gennaio 2014. Dal 2017, Mushoku Tensei si è classificato tra i primi posti nella guida di light novel annuale edita dalla Takarajimasha Kono light novel ga sugoi!. Dalla serie sono anche stati tratti un manga e un anime.

## Vita personale e influenze
Rifujin na Magonote è una combinazione di due dei cinque pseudonimi precedenti che l'autore ha utilizzato online. Magonote è un fan di Satoshi Mizukami e ha infatti affermato di essere stato influenzato dalla serie Samidare - Lucifer & Biscuit Hammer. È anche stato influenzato da varie serie di videogiochi fantasy come Dragon Quest e Final Fantasy.
È amico dei colleghi, anche loro scrittori su Shōsetsuka ni narō, Tappei Nagatsuki, Natsume Akatsuki, Kugane Maruyama e Carlo Zen, che hanno tutti debuttato più o meno nel suo stesso periodo. Gli autori hanno condiviso tra loro delle copie delle loro nuove uscite e fino al 2015 hanno gestito insieme una chat room comune.

## Lavori

### Light novel
- Mushoku Tensei - Jobless Reincarnation (無職転生 〜異世界行ったら本気だす〜?, Mushoku Tensei: Isekai ittara honki dasu) (Illustrata da Shirotaka, pubblicata da MF Books, 26 volumi, 2014–2022)
- О̄ku eiyū monogatari sontaku retsuden (オーク英雄物語 忖度列伝?) (Illustrata da Asanagi, pubblicata da Fujimi Fantasia Bunko, 5 volumi, 2020 – in corso)

### Anime
- Mushoku Tensei - Jobless Reincarnation (supervisore alla regia, sceneggiatura dell'episodio 23 della prima stagione)

### Videogiochi
- Mushoku Tensei: gēmu ni nattemo honki dasu[10] (Direttore della supervisione dello scenario della storia "Paul Gaiden")